# Вальдем'єрке
Вальдем'єрке (ісп. Valdemierque) — муніципалітет в Іспанії, у складі автономної спільноти Кастилія-і-Леон, у провінції Саламанка. Населення — 62 особи (2010).
Муніципалітет розташований на відстані близько 160 км на захід від Мадрида, 17 км на південний схід від Саламанки.
На території муніципалітету розташовані такі населені пункти: (дані про населення за 2010 рік)
- Абусехо-де-Абахо: 1 особа
- Абусехо-де-Арріба: 3 особи
- Вальдем'єрке: 58 осіб
- Вальделаваде: 0 осіб
- Велав'єхо: 0 осіб

## Демографія
Динаміка населення (INE ):

## Галерея зображень

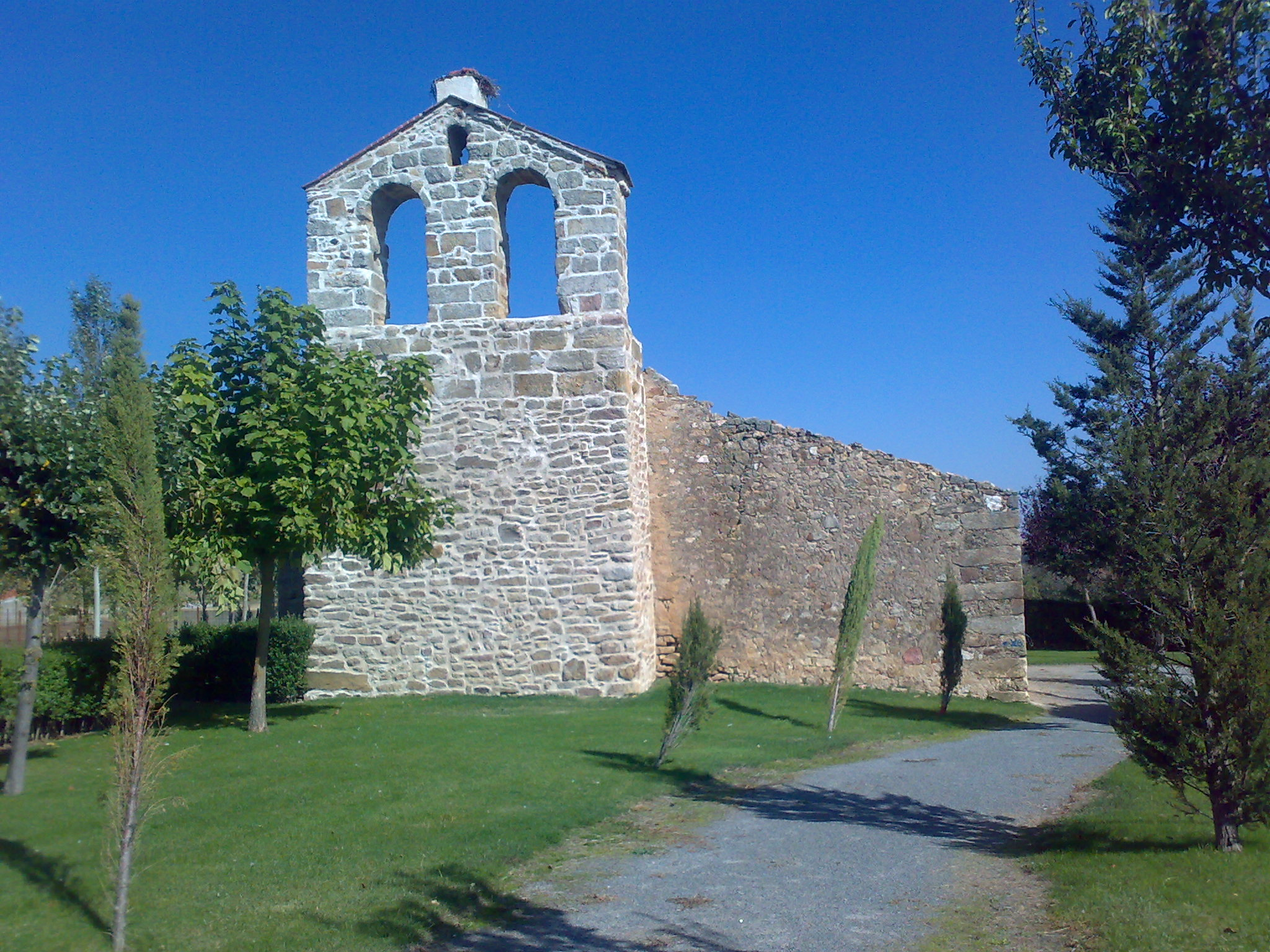
Стара церква, Вальдем'єрке

## Зовнішні посилання
- Провінційна рада Саламанки: індекс муніципалітетів [Архівовано 23 квітня 2009 у Wayback Machine.]
- Посилання на Google Maps